# AIM-9 Sidewinder

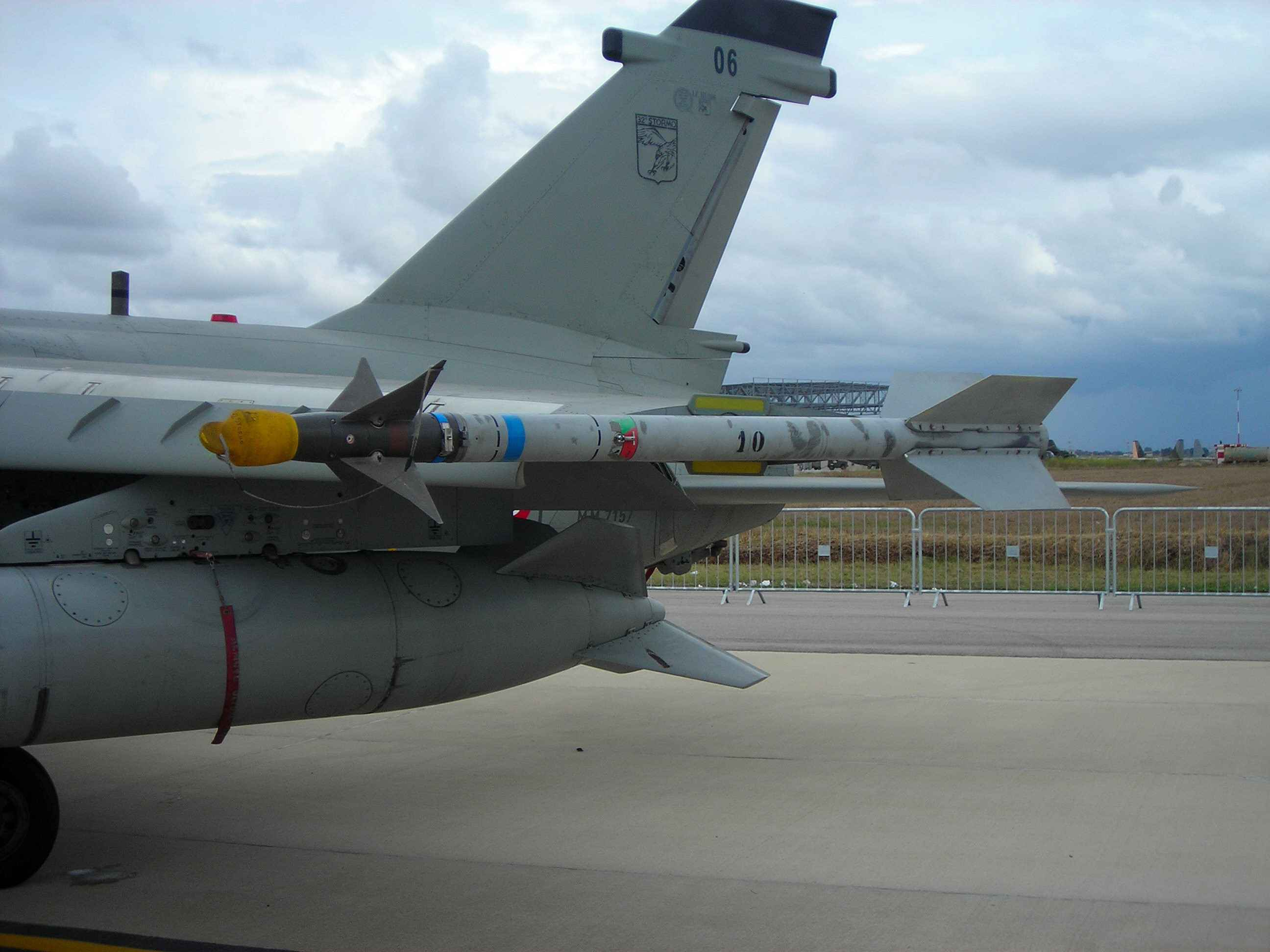
AIM-9 Sidewinder montată pe un avion Panavia Tornado

AIM-9 Sidewinder este o rachetă aer-aer cu rază scurtă de acțiune. Racheta și-a primit numele după șarpele cu clopoței (în limba latină: Crotalus cerastes, în limba engleză: Sidewinder snake), deoarece acest șarpe, ca și racheta AIM-9 Sidewinder își depistează prada după temperatură. Ghidaj pasiv în infraroșu (căldură). Acest tip de rachetă este folosită în principal de avioane de vânătoare și mai recent de unele elicoptere de luptă. Este racheta cu cea mai largă utilizare în vest, pentru SUA și alte 27 s-au construit peste 110.000 bucăți. Este una din cele mai vechi, ieftine și eficiente rachete aer-aer din lume, cu o rată de succes de 270 avioane doborâte.
AIM-9 Sidewinder a fost prima rachetă cu adevărat cu succes, astfel că a fost copiată și imitată de mulți. Cele mai multe variante ale rachetei sunt folosite până în zilele noastre în mai multe țări ale lumii.

## Variante

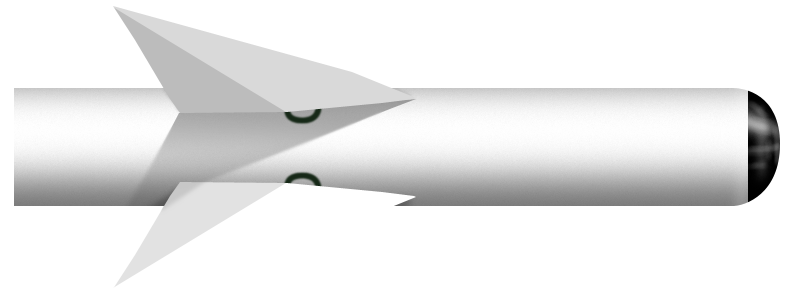
AIM-9B
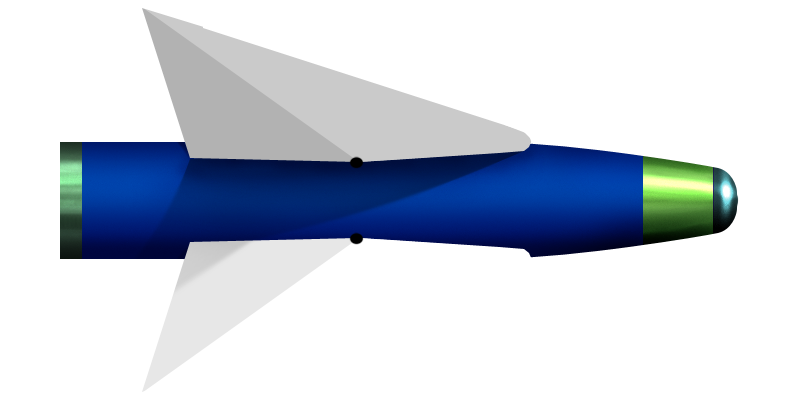
AIM-9D
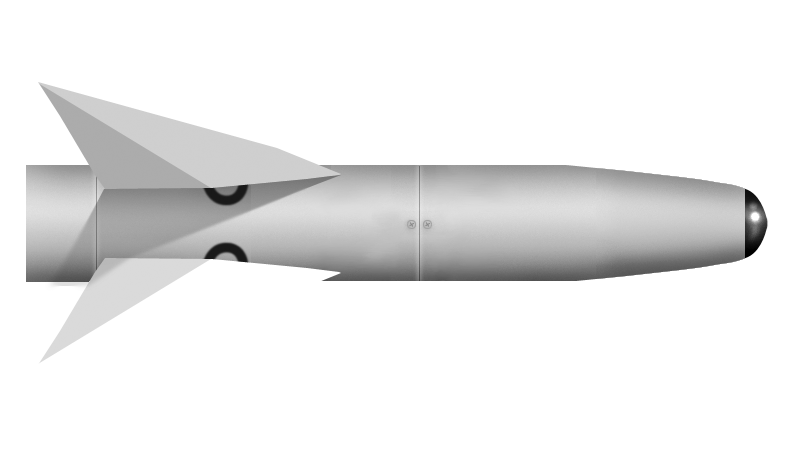
AIM-9E
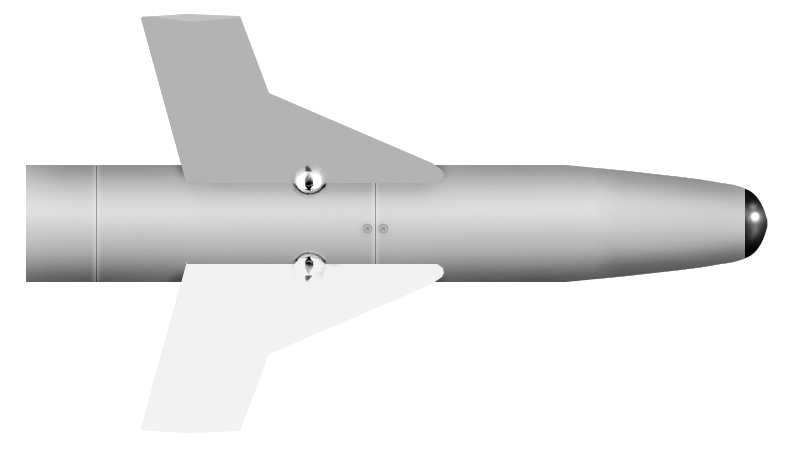
AIM-9J
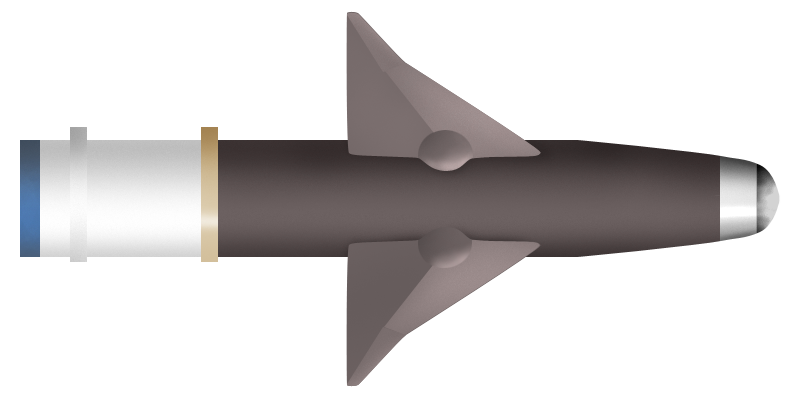
AIM-9M
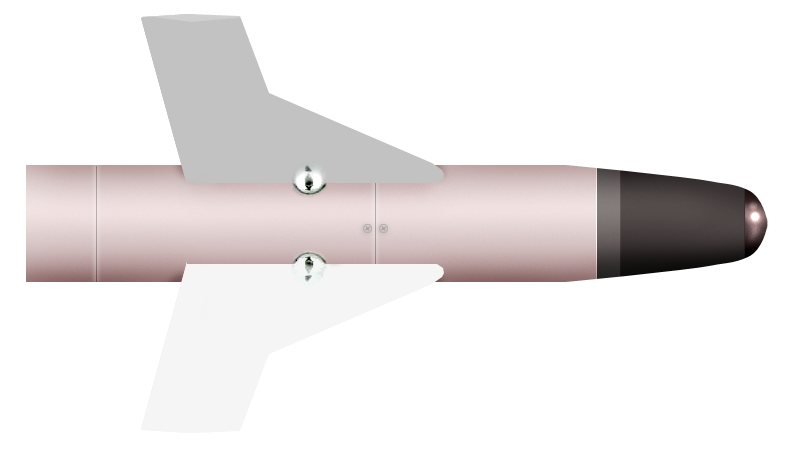
AIM-9P